# Rue Quilméry
La rue Quilméry ou Quilmery est une voie de Toulouse, chef-lieu de la région Occitanie, dans le Midi de la France.

## Situation et accès

### Description
La rue Quilméry est une voie publique. Elle se trouve au cœur du quartier Saint-Cyprien.
Relativement rectiligne, large de seulement 4,5 mètres et longue de 111 mètres, elle est orientée à l'ouest. Elle naît perpendiculairement à la rue des Novars, à proximité de la place du Professeur-Pierre-François-Combes. Après 50 mètres, elle reçoit à gauche la rue San-Subra, puis se termine 61 mètres plus loin au carrefour de la rue du Pont-Saint-Pierre, presque à l'angle de la rue de l'Amiral-Galache. Elle est prolongée à l'ouest par l'allée des Professeurs-Pontonniers.
La chaussée compte une seule voie de circulation automobile en sens unique, de la rue du Pont-Saint-Pierre vers la rue des Novars. Elle est définie comme une zone de rencontre et la vitesse est limitée à 20 km/h. Il n'existe ni bande, ni piste cyclable, quoiqu'elle soit à double-sens cyclable.

### Voies rencontrées
La rue Quilméry rencontre les voies suivantes, dans l'ordre des numéros croissants (« g » indique que la rue se situe à gauche, « d » à droite) :
1. Rue des Novars
2. Rue San-Subra (g)
3. Rue du Pont-Saint-Pierre

### Transports
La rue Quilméry n'est pas directement desservie par les transports en commun Tisséo. Elle est cependant proche de la place intérieure Saint-Cyprien, où débouche la station Saint-Cyprien – République, sur la ligne de métro , et des allées Charles-de-Fitte, où se trouvent les arrêts des lignes de bus 13144566.
Il existe plusieurs stations de vélos en libre-service VélôToulouse à proximité de la rue Quilméry : les stations no 77 (2 place intérieure Saint-Cyprien), no 78 (14 place intérieure Saint-Cyprien) et no 79 (1 place Bernard-Lange).

## Odonymie
L'origine du nom de la rue Quilméry n'est pas éclaircie. Il est pourtant particulièrement ancien, puisqu'on le trouve déjà au XVIIe siècle. Au XVIe siècle, on lui donnait le nom de Pisselauque, probablement par dérision (pissa l'auca, « pisse l'oie » en occitan) : ce fut d'ailleurs aussi le nom d'une partie de la rue du Puits-Vert aux XVe et XVIe siècles. En 1794, pendant la Révolution française, la rue prit le nom de rue Délices, mais il ne fut pas conservé.